# Смердов Андрій Андрійович
Андрій Андрійович Смердов (нар. 19 червня 1936, Вітебськ, Білоруська РСР) — український учений у галузі електротехніки. Доктор технічних наук (1974), професор, завідувач кафедри фізики, автоматизації та механізації виробничих процесів Полтавської державної аграрної академії. Лауреат Державної премії України в галузі науки і техніки (2003) як співавтор підручника «Мікроелектроніка: прилади, матеріали, технологія». Академік Академії інженерних наук України і Академії прикладної радіоелектроніки Білорусі, Росії, України. Відмінник освіти України,

## Життєпис та діяльність
Закінчив Львівський політехнічний інститут за спеціальністю радіоінженер-конструктор-технолог (1959).
Захистив дисертації кандидата технічних наук (1965) та доктора технічних наук (1974).
Очолював знаний науково-дослідний і конструкторський інститут РЕМА та однойменне науково-виробниче об'єднання.
Був завідувачем кафедри радіотехніки та автоматики Львівської політехніки (1984–2000), значно зміцнив зв'язок теоретичних досліджень науковців і практичного їх застосування на базі науково-виробничого об'єднання «Електрон», де почав діяти філіал кафедри. Співпраця дозволила підвищити експлуатаційну надійність львівських кольорових телевізорів «Електрон».
Його ім'я внесене у всесвітньо відомий американський енциклопедичний словник «Who is Who in the World».
Опублікував 250 наукових праць, в тому числі 10 монографій, 65 авторських свідоцтв.